# シンドゥリ郡
シンドゥリ郡(シンドゥリぐん、ネパール語：सिन्धुली जिल्ला)は、ネパール東部の第三州の郡。
郡都はカマラマイ。
2021年国勢調査の人口は30万117人。
面積は2491km2。 
1996年にマオイストが最初に蜂起した4郡の一つ。